# 芬湖
52°29′2″N 13°18′55″E / 52.48389°N 13.31528°E

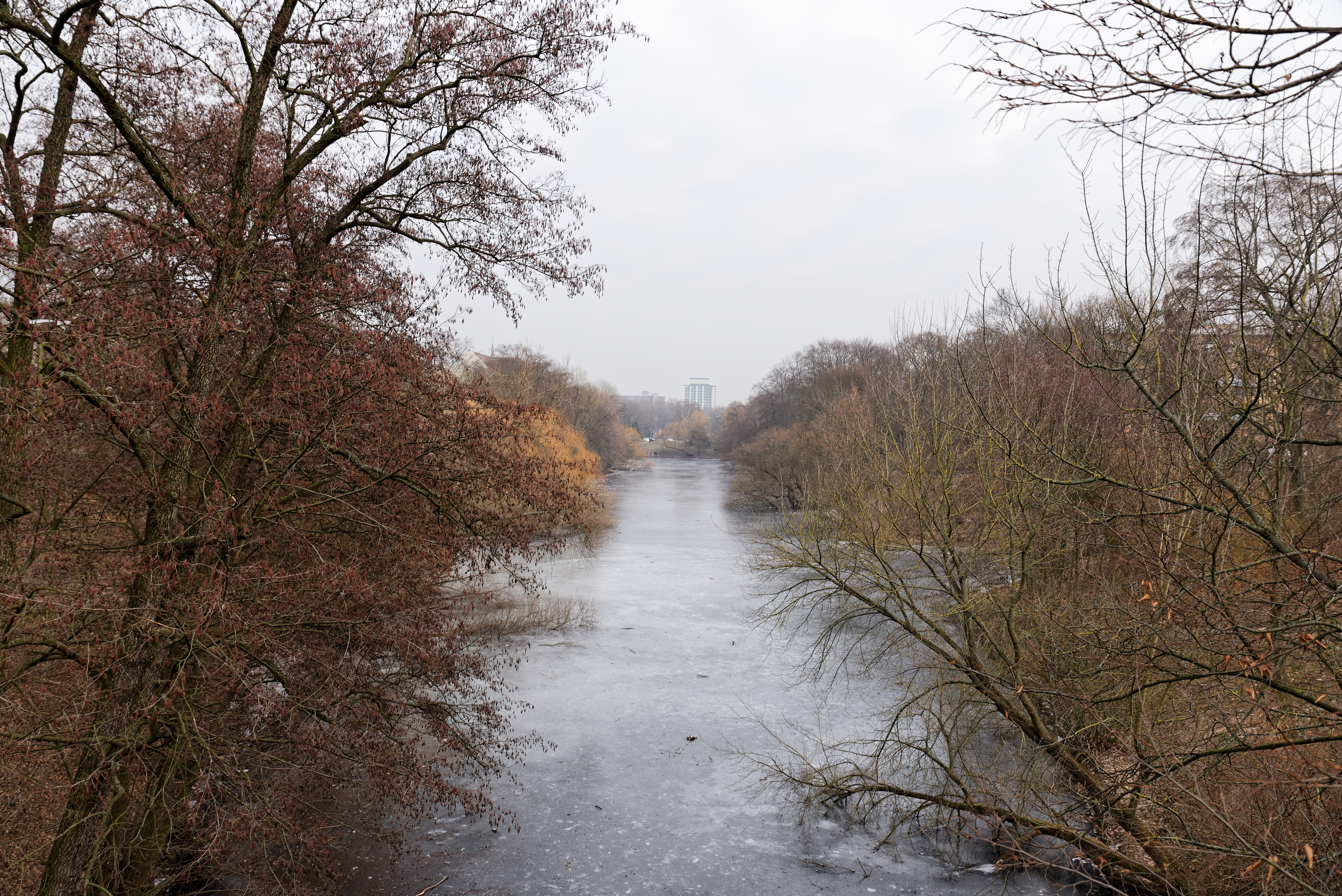

芬湖（德語：Fennsee），是德國的湖泊，位於該國首都柏林，由夏洛滕堡-維爾默斯多夫行政區負責管轄，面積0.02平方公里，湖水主要來自地下水和雨水。